# H2AFX

Structure de la protéine H2AFX

H2AFX (famille des histones H2A, membre X) est l'un des plusieurs gènes codant l'histone H2A. Chez l'homme et les autres eucaryotes, l'ADN est enroulé autour de groupes histones, comprenant les histones de cœur H2A, H2B, H3 et H4. Ainsi, H2AX contribue à la formation des nucléosomes et, par conséquent, à la structure de l'ADN.
H2AX est phosphorylée au niveau de la sérine 139, appelé alors gamma-H2AX, en réaction aux coupures double-brin de l'ADN. Les kinases de la famille PI3 (Ataxie télangiectasie mutée, ATR et ADN-PKcs) sont responsables de cette phosphorylation, en particulier ATM. Cette modification peut se produire accidentellement pendant l'effondrement des fourches de réplication ou en réponse à des rayonnements ionisants, mais aussi pendant des processus physiologiques contrôlés tels que la recombinaison V(D)J. Gamma-H2AX est une cible sensible pour regarder des coupures double brin dans les cellules. Le rôle de la forme phosphorylée cette l'histone dans le mécanisme de réparation de l'ADN est sujet à discussion, mais on sait qu'en raison de cette modification l'ADN devient moins condensé, permettant potentiellement un espace accessible pour le recrutement de protéines nécessaires lors de la réparation des coupures double brin. Des expériences de mutagenèse ont montré que cette modification est nécessaire pour la bonne formation de foyers induits par rayonnements ionisants en réponse à des cassures double brin, mais elle n'est pas requise pour le recrutement de protéines pour aux sites de la coupures double brin.

## Interactions
Il a été montré qu'H2AX interagit avec :
- BARD1[1],[2],
- BRCA1[1],[2],[3]
- Bloom syndrome protein[4],
- MDC1[5],[6],
- Nibrin[7],  and
- TP53BP1[4],[8],[9].